# Carrosserie Hermann Graber
Graber ou Carrosserie Graber ou Carrosserie Hermann Graber est une entreprise suisse, de carrosserie automobile de luxe de prestige, en activité de 1927 à 1970, à Wichtrach dans le canton de Berne en Suisse,.

## Histoire
En 1924 Hermann Graber (alors âgé de 21 ans) reprend l'entreprise familiale de charron fabricant de voiture hippomobile de son père, à Wichtrach dans le canton de Berne en Suisse. Il la transforme rapidement en fabriquant des carrosseries de voitures de luxe, avec un premier modèle de Fiat 509 coupé cabriolet Graber de 1927... deux ans plus tard, une Panhard & Levassor 20 CV Graber remporte le Concours d’élégance de Saint-Moritz, et lui assure une rapide notoriété européenne. Au cours des années 1930, Graber construit de nombreuses carrosseries pour Rolls-Royce, Bentley, Aston Martin, Lagonda, Jaguar, SS Cars Ltd., Rover, Alvis, Bugatti, Delahaye, Talbot-Lago, Mercedes-Benz, BMW, Alfa Romeo, Lancia, Duesenberg, Packard, Hudson, etc.

Quelques modèles de carrosseries Graber
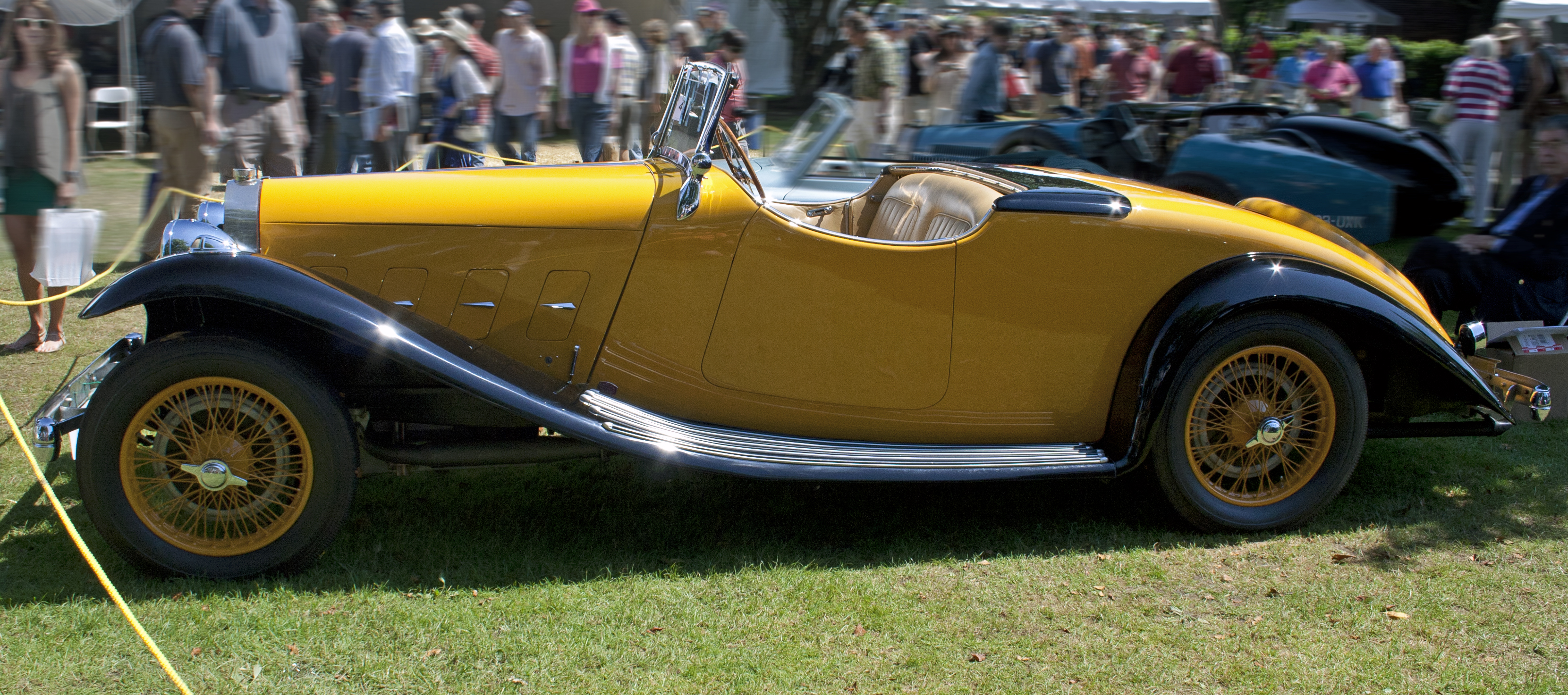
Bugatti Type 44 Roadster Graber 1927
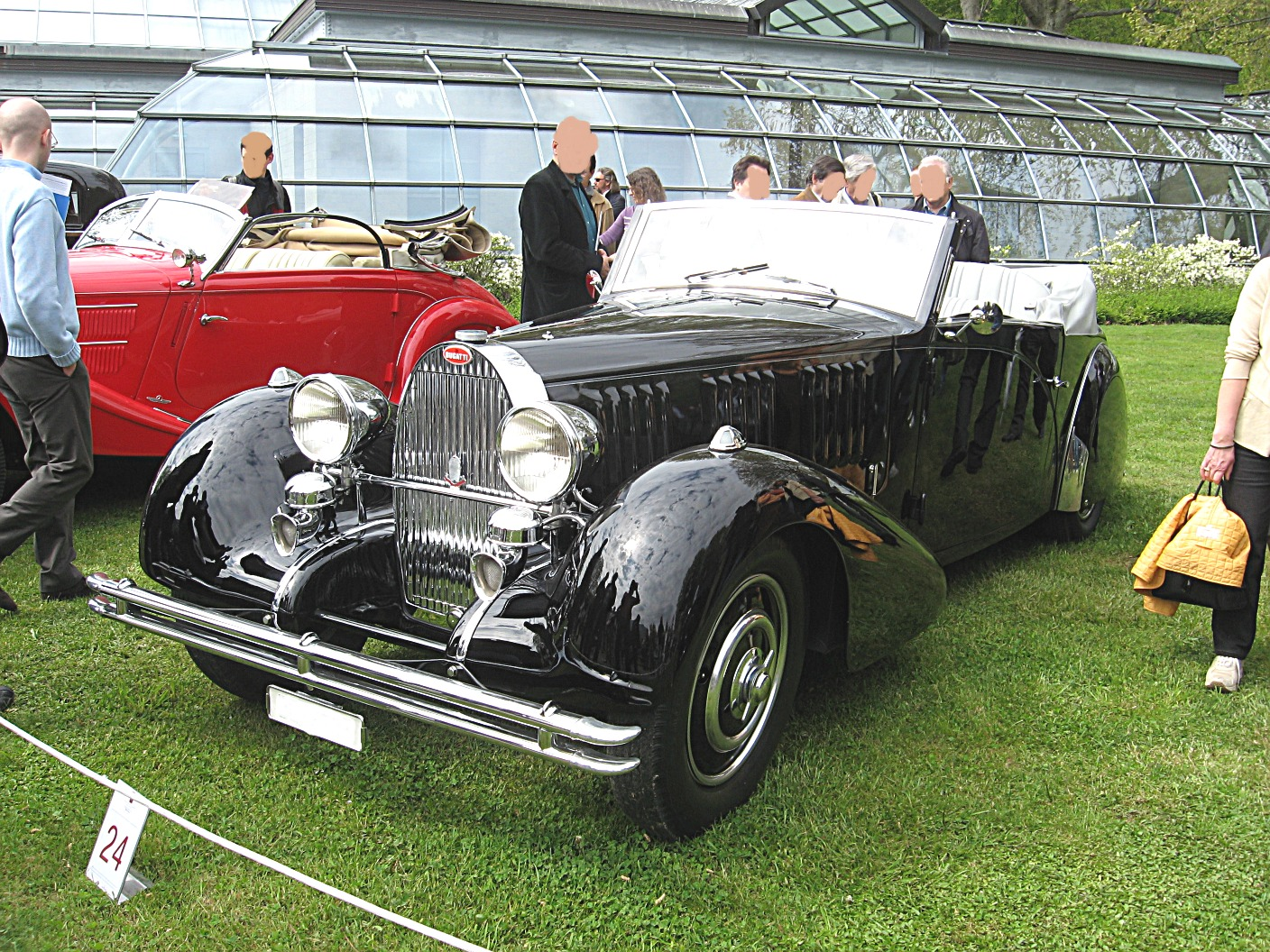
Bugatti Type 57 Cabriolet Graber 1936
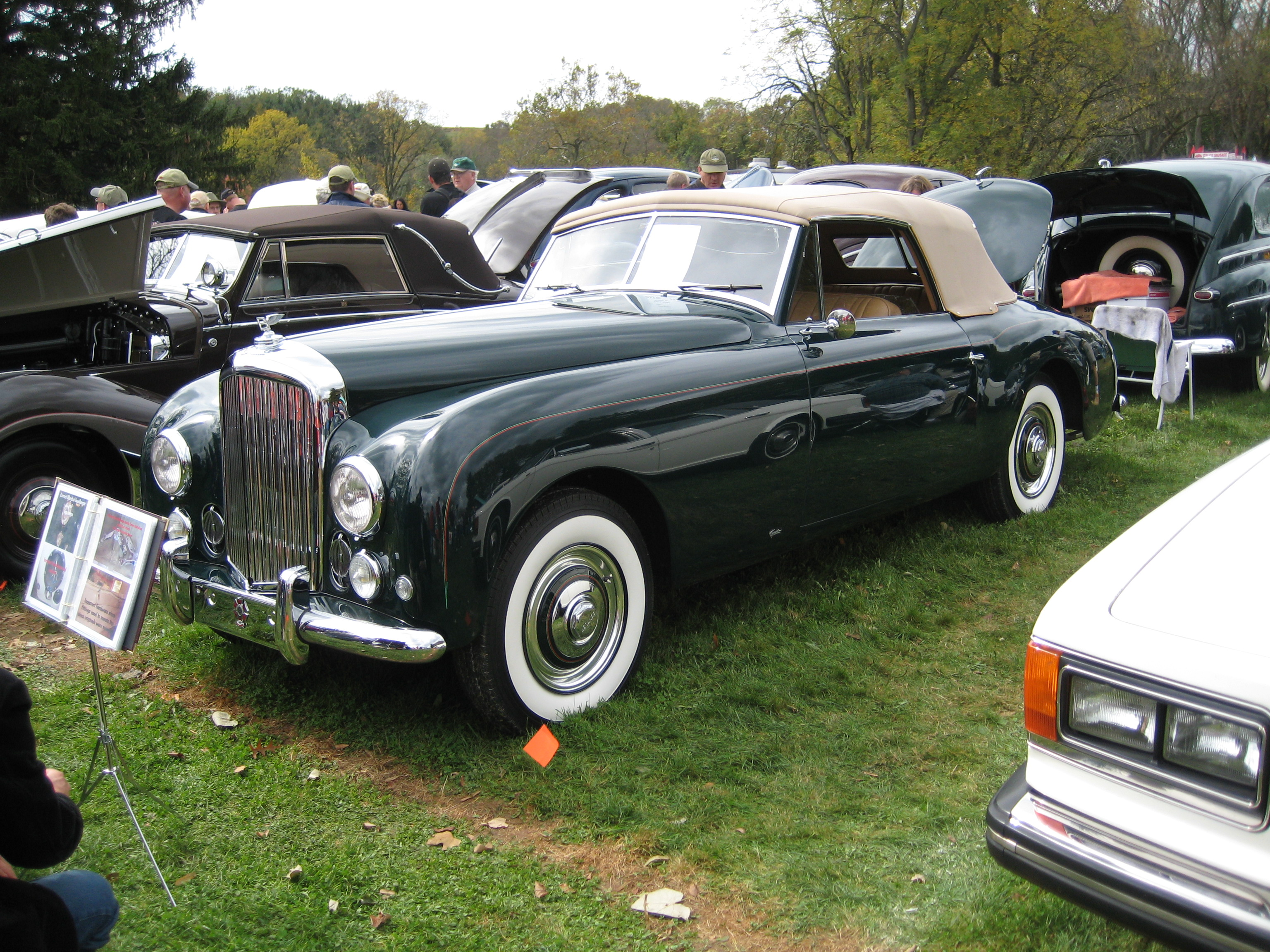
Bentley R Type Continental Graber
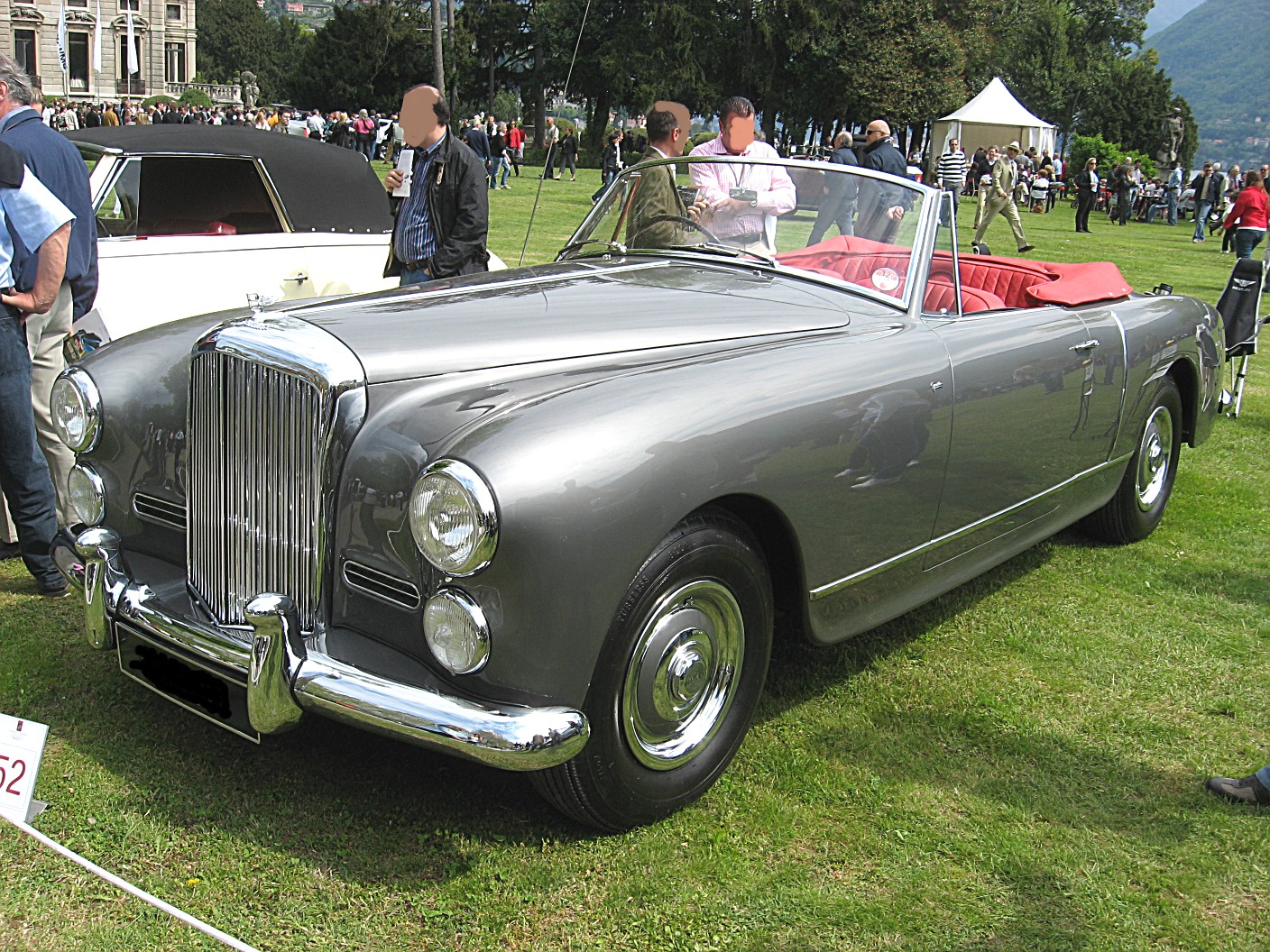
Bentley S1 cabriolet Graber
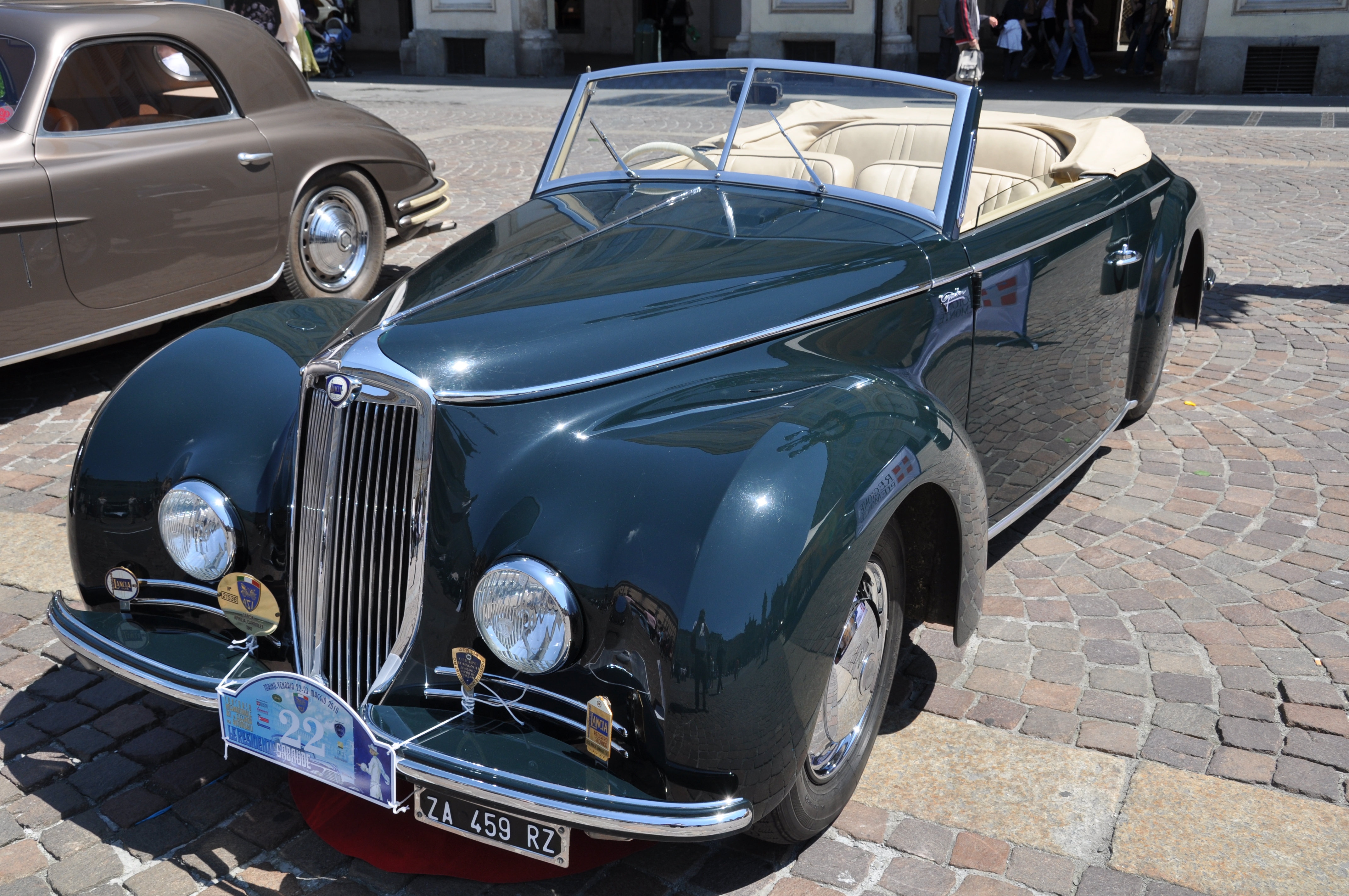
Lancia Aprilia Graber 1941
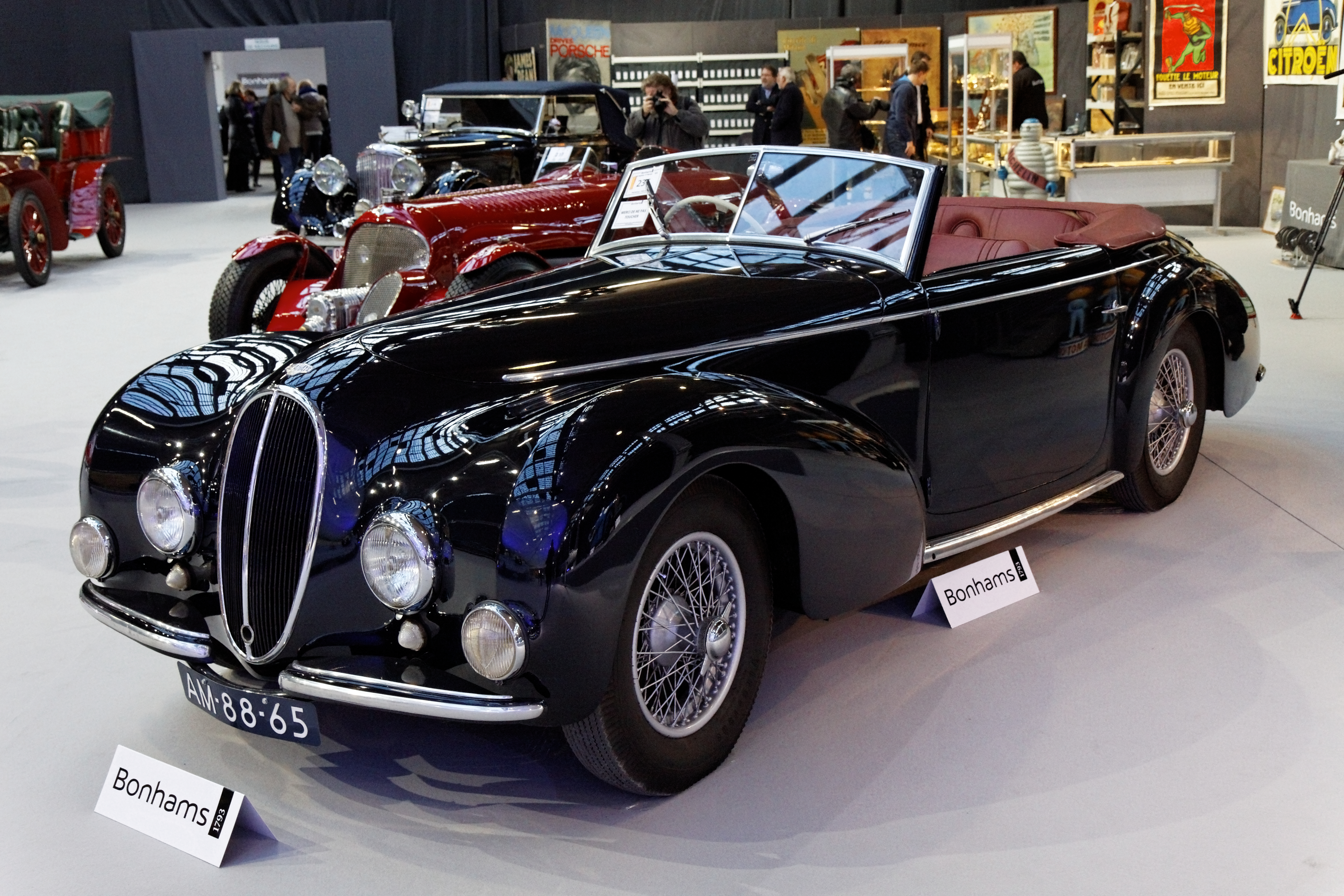
Delahaye Type 135M Cabriolet 1946
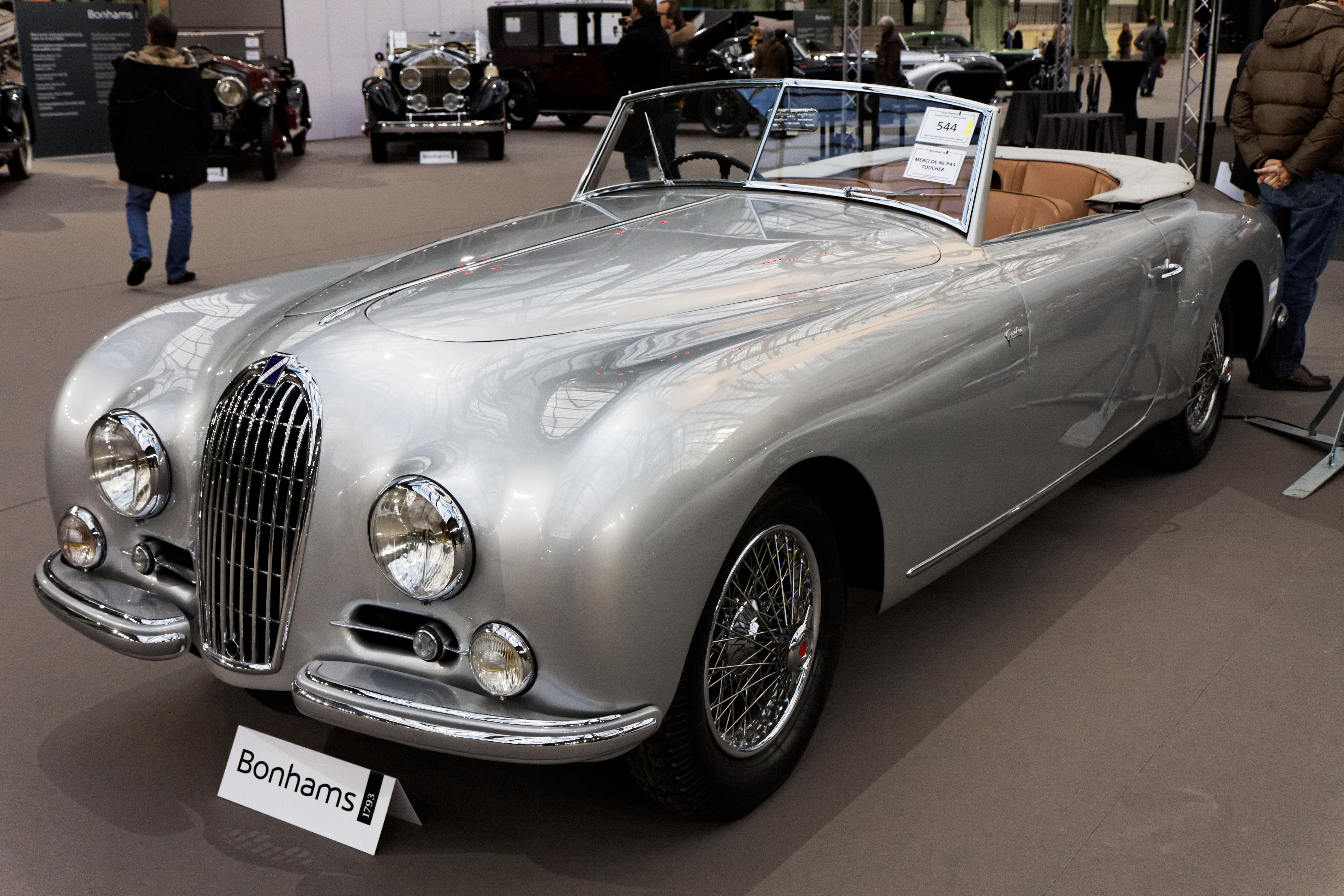
Talbot-Lago Type 26 record grand sport cabriolet 1950
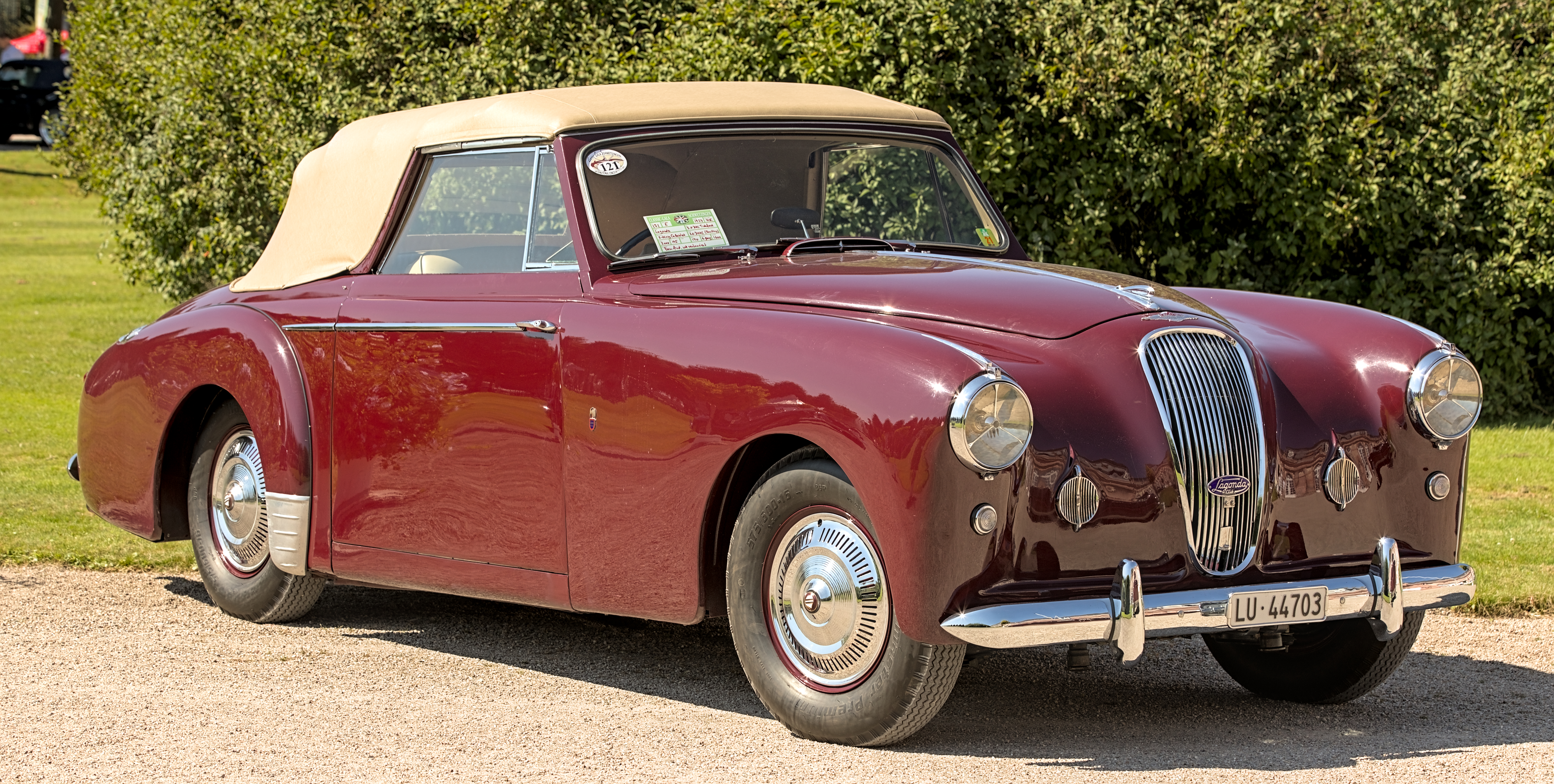
Lagonda 3-Litre DB3 1954
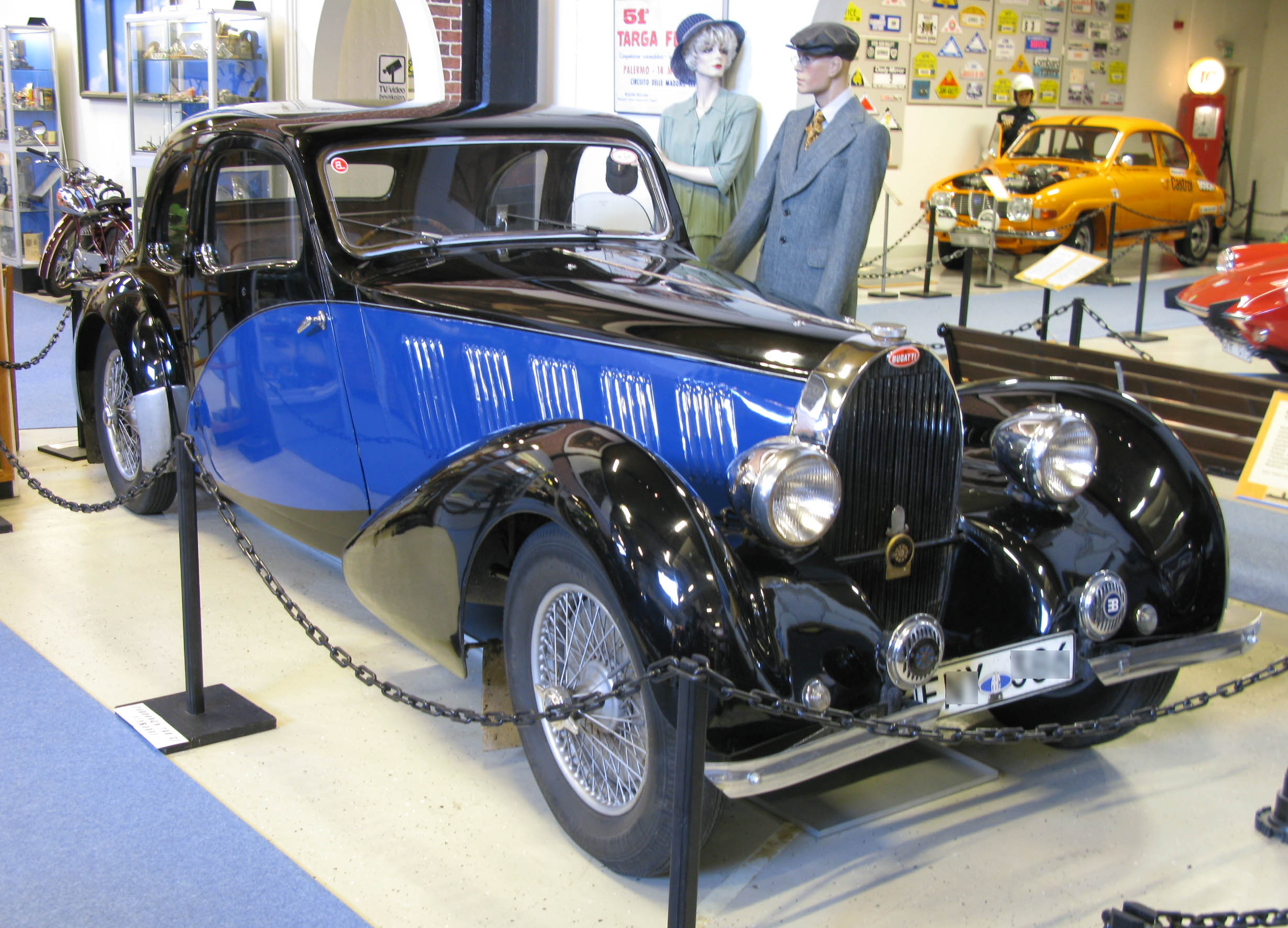
Bugatti Type 57 1936
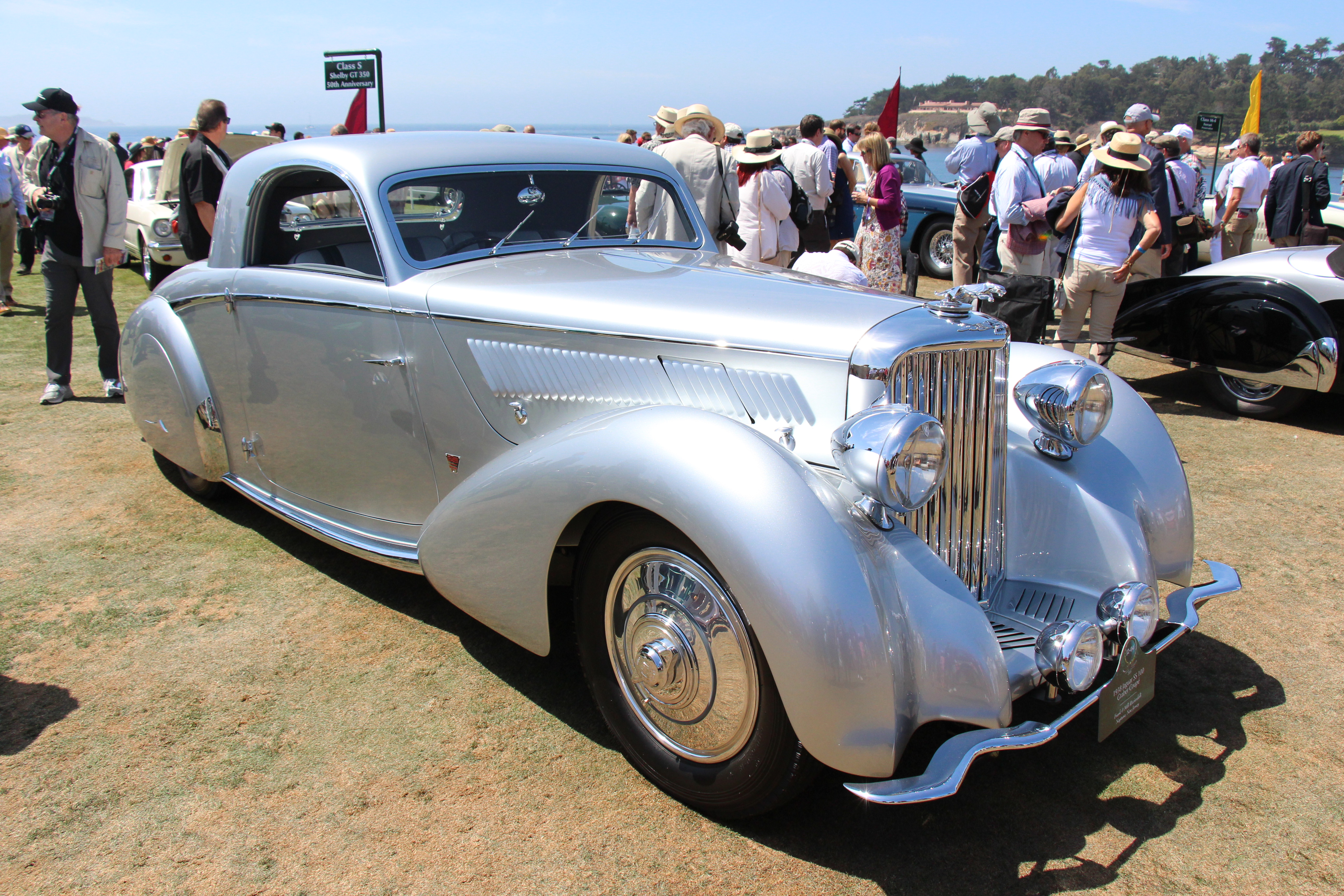
Jaguar SS Cars coupé Graber 1938

En 1948 Graber reprend l'agence générale suisse de la marque de luxe britannique Alvis, dont elle devient distributeur officiel en Suisse en 1953. 

Quelques modèles Alvis Graber
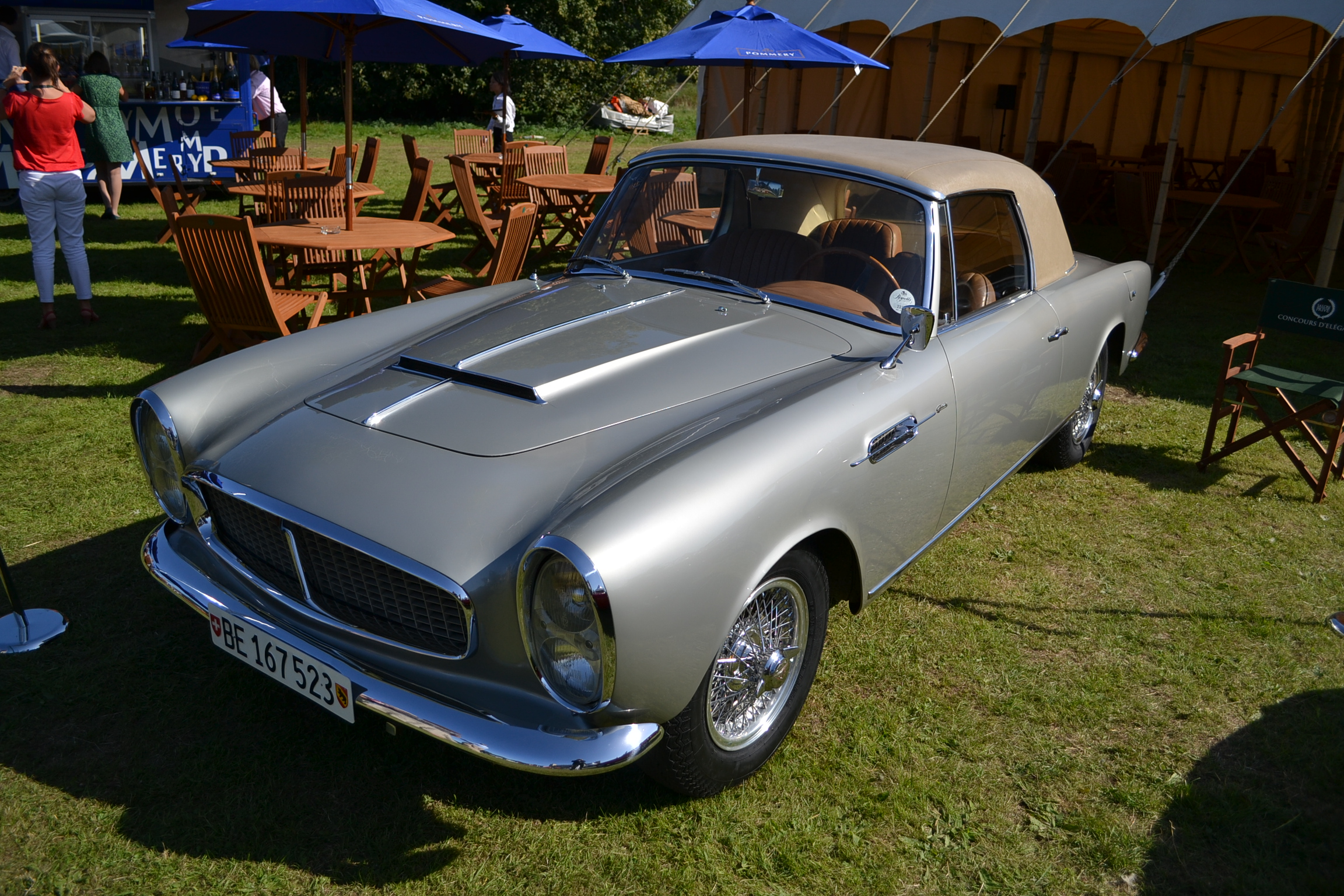
Alvis TE 21 Série II cabriolet Graber 1963
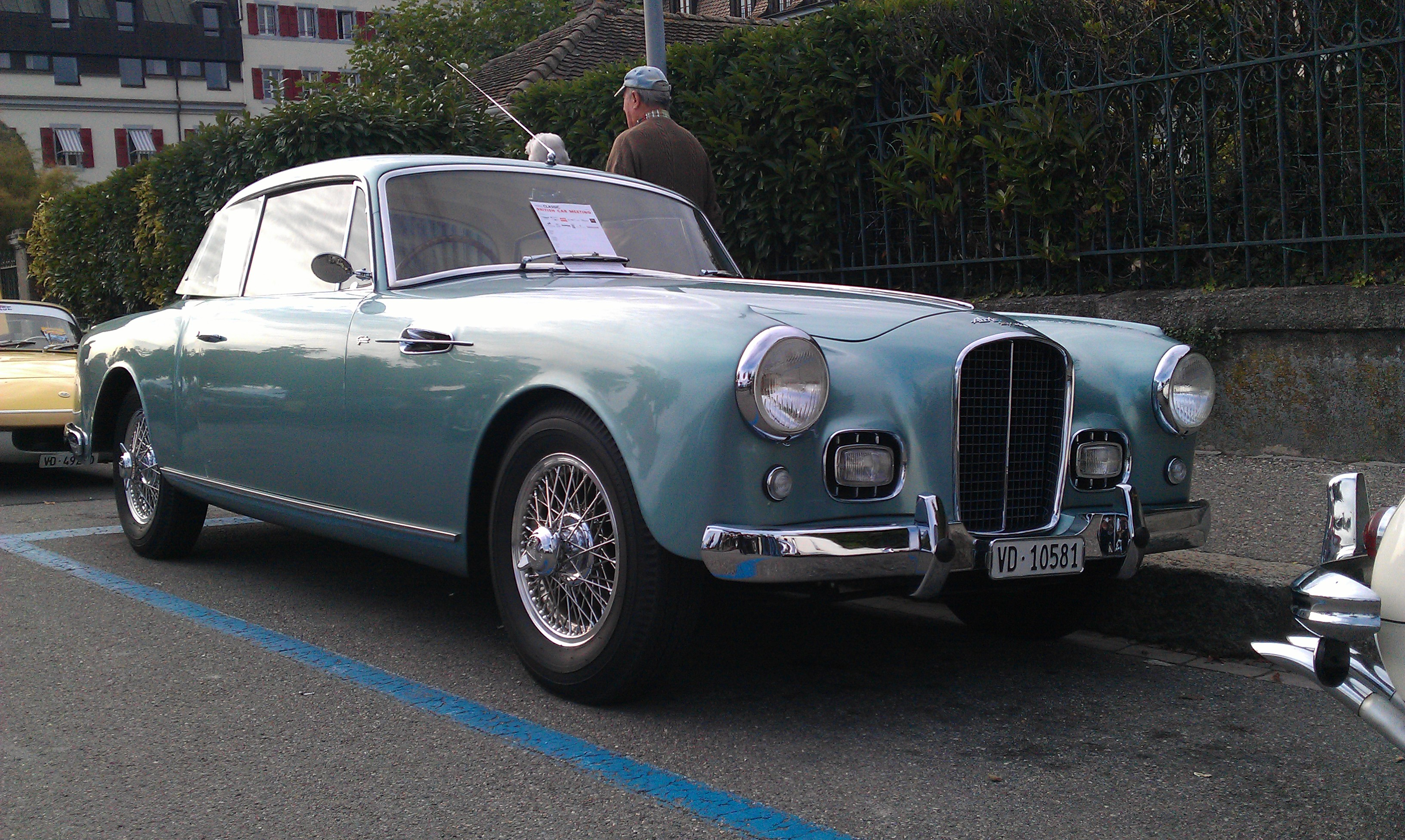
Alvis TC 108G Graber Special 1957
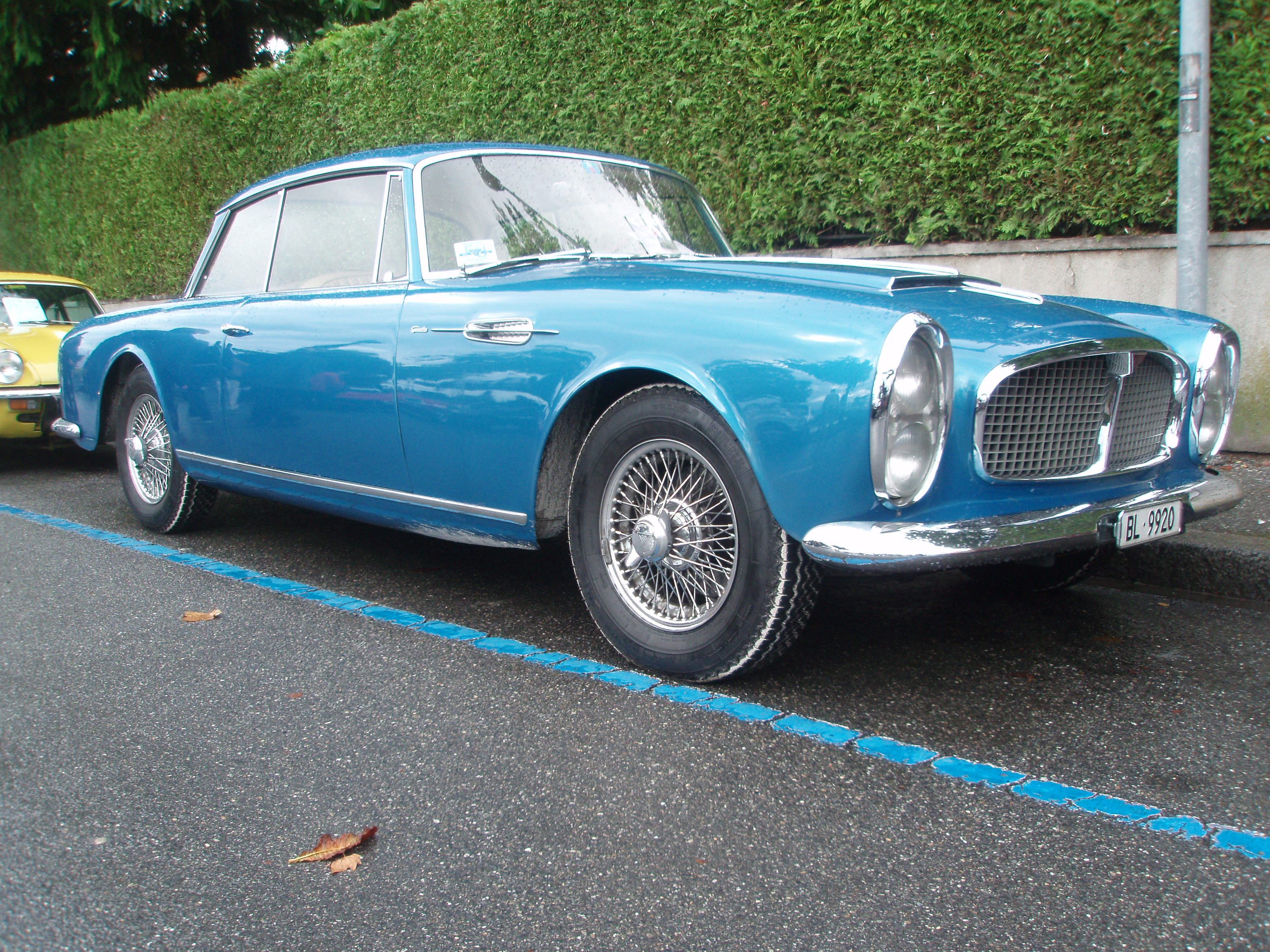
Alvis TE 21 Graber Super 1964
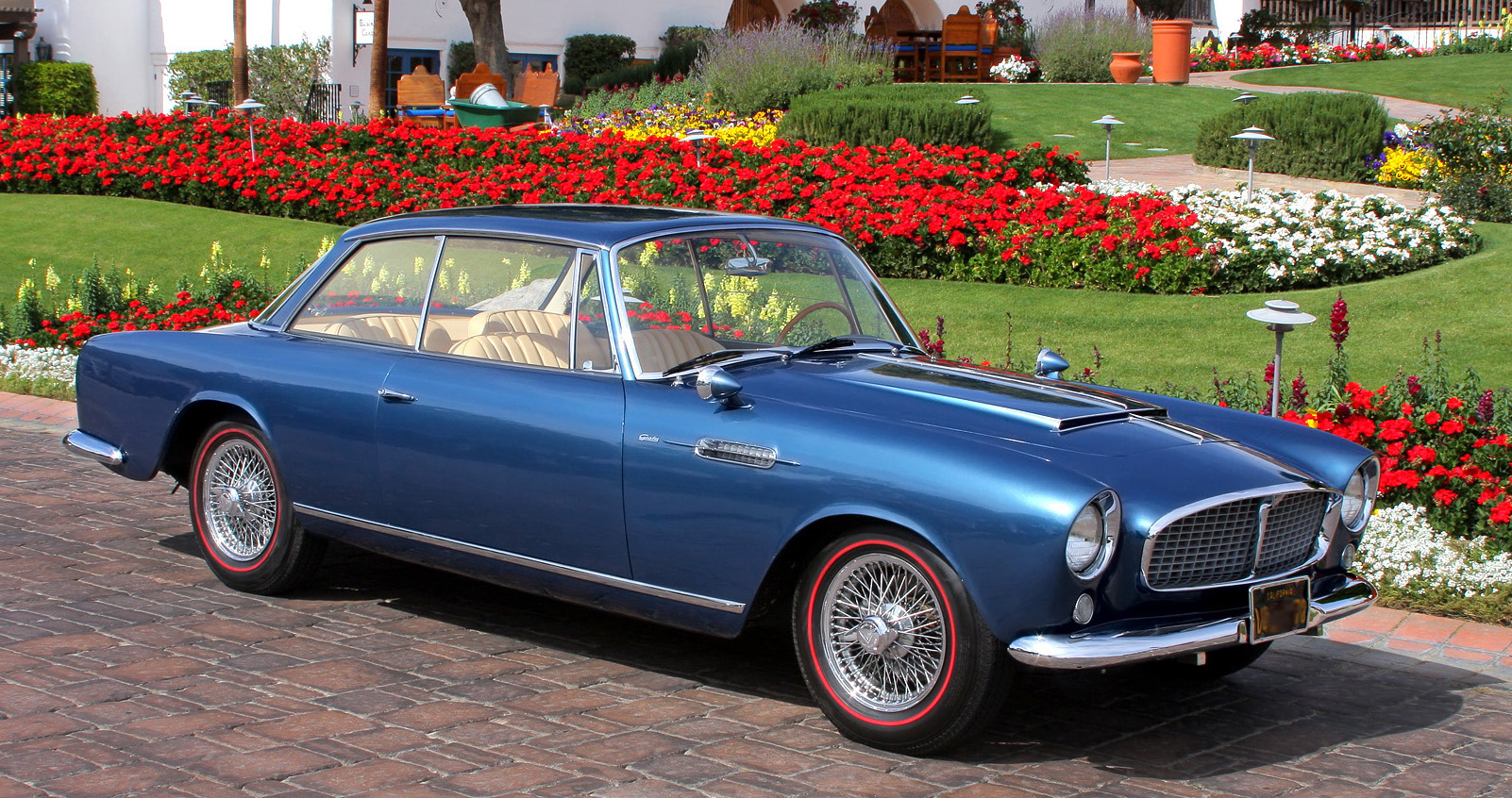
Alvis TF 21 Super Coupé by Graber

Hermann Graber disparaît en 1970, entraînant la fin de production de carrosserie de son industrie, après avoir produit environ 800 véhicules. Son épouse héritière poursuit jusqu'en 1980 l'activité de réparation et l'entretien des carrosseries de la marque. Entre 1980 et 1996 l'entreprise Graber Sportgarage devient une franchise d'importateur officiel suisse de Ferrari, reprise en 2001 par Markus Scharnhorst, restaurateur suisse de voiture de collection réputé de Toffen.